# Trochodendron
El género Trochodendron Siebold & Zucc., 1.839 comprende una especie de árbol y pertenece a la familia Trochodendraceae. Su especie tipo es Trochodendron aralioides Siebold & Zucc., 1.839, la única conocida. 

## Descripción
Con los caracteres generales de la familia Trochodendraceae.
- Árbol perennifolio, con ramas en forma de paraguas, por tener las hojas en espiral en el extremo de las ramas.
- Hojas pinnatinervias, sin estípulas. Idioblastos esclerenquimatosos.
- Planta hermafrodita o androdioica. Inflorescencias erectas, terminales, racemiformes (botrioides o panículas reducidas). Pedicelos con 2-5 bracteolas.
- Flores de tamaño medio, duraderas. Receptáculo expandido. Sépalos rudimentarios presentes muy tempranamente, perianto ausente en la madurez, estambres 40-70, en espiral, gineceo con (4-)6-11(-17) carpelos en un verticilo, soldados lateralmente, de dorso nectarífero, con 15-30 óvulos por carpelo, de placentación marginal, biseriada.
- Fruto en cápsula ventricida de paredes delgadas, a veces ligeramente loculicida, con los estilos expandidos horizontalmente (puede interpretarse también como un plurifolículo con los folículos lateralmente soldados). Semillas ahusadas, con expansiones alares apicales y basales.
- Número cromosómico: 2n = 38, 40.

## Ecología

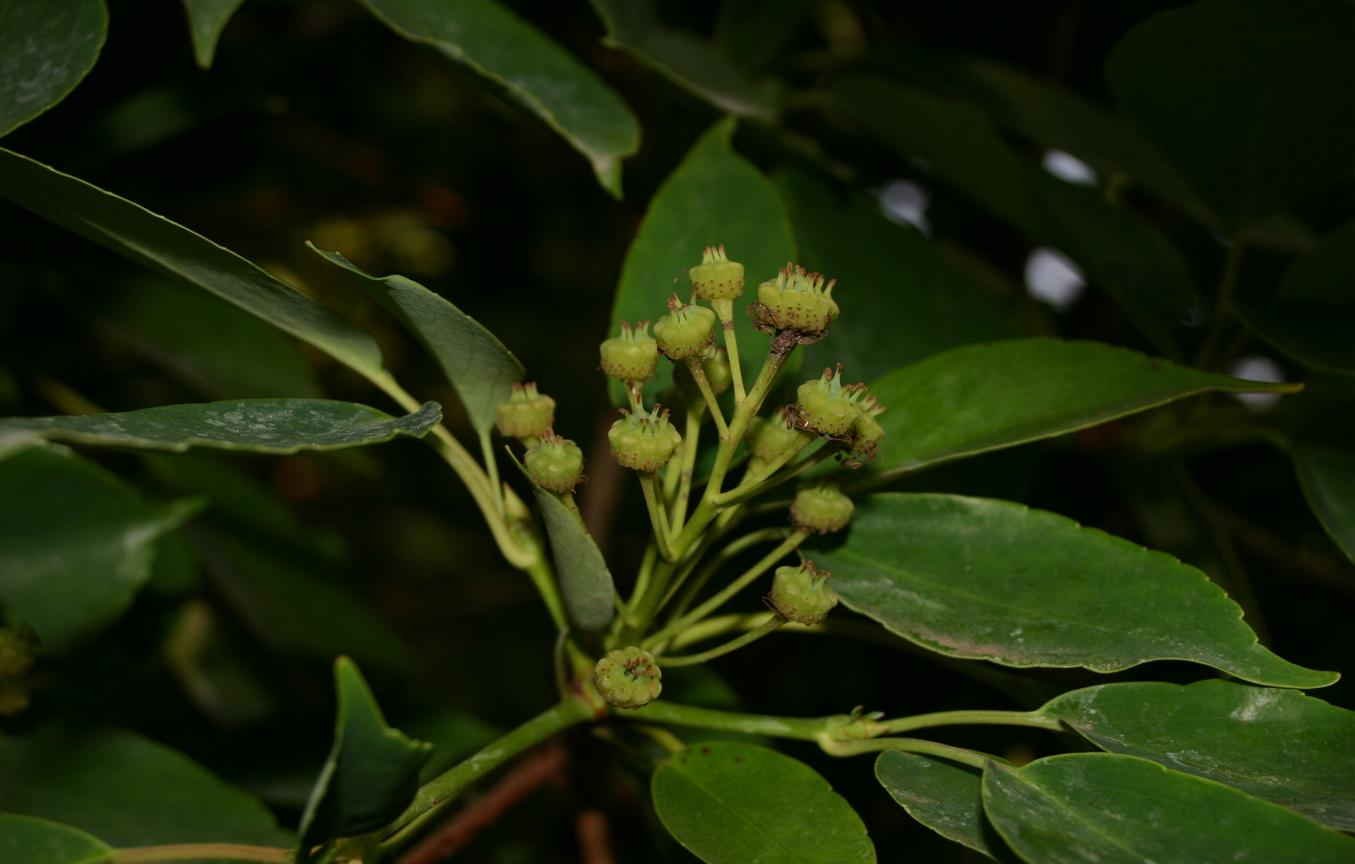
Flores de T. aralioides

Crece entre los 300 y 2.700 m de altitud, en zonas boscosas, formando a veces bosques puros en Taiwán. Las flores son bisexuales, presentando androdioecia, las flores funcionalmente hermafroditas son protóginas, presentando dimorfismo sincronizado con los morfos protándricos y protóginos autocompatibles.

## Distribución
El género se distribuye por Japón, Taiwán y el sur de Corea.

## Usos
La única especie presenta un uso limitado como ornamental. Es una especie resistente a las heladas, prefiere suelos neutros moderadamente fértiles en exposición no muy soleada. Es de crecimiento lento.

## Sinónimos
- Gymnanthus Junghuhn, 1.840. Especie tipo: Gymnanthus paradoxus Junghuhn, 1.840.

## Táxones específicos incluidos
El género incluye una única especie, conocida en jardinería como árbol de la rueda o bien por su nombre japonés, yama-kuruma.
- Especie Trochodendron aralioides Siebold & Zucc., 1.839 (= Gymnanthus paradoxus Junghuhn, 1.840)

Planta glabra, de 5-20 m de altura. Troncos que llegan a alcanzar los 5 m de diámetro. Hojas de peciolo 20-70 mm, limbo coriáceo, ovado, rómbico-ovado, elíptico u oblanceolado, de 50-120 × 25-70 mm, base cuneada a anchamente cuneada, margen entero, apicalmente crenado, ápice acuminado a cuspidado. Inflorescencias de hasta 13 cm, con 10-30 flores. Bracteolas florales 10-25 mm, lineares. Pedicelos 15-35 mm. Flores 10-20 mm de diámetro, estambres 4,5-5 mm, anteras oblongas, amarillas, cortamente apiculadas, estilos ventralmente canaliculados, estigmas apicales. Fruto gris oscuro, 7-10 mm de diámetro. Semillas negras, 3-3,5 mm.
Florece de mayo a junio, fructifica de octubre a noviembre.